# Epiphragma nebulosum
Epiphragma nebulosum är en tvåvingeart som först beskrevs av Luigi Bellardi 1859.  Epiphragma nebulosum ingår i släktet Epiphragma och familjen småharkrankar. Inga underarter finns listade i Catalogue of Life.